# Platydesmus bitumulus
Platydesmus bitumulus är en mångfotingart som beskrevs av Loomis 1972. Platydesmus bitumulus ingår i släktet Platydesmus och familjen Platydesmidae. Inga underarter finns listade i Catalogue of Life.